# Axel Wegner
Axel Wegner, né le 3 juin 1963 à Demmin, est un tireur sportif est-allemand.

## Carrière
Axel Wegner participe aux Jeux olympiques de 1988 à Séoul et remporte la médaille d'or dans l'épreuve du skeet.